# 甲子士禍
甲子士禍（：／）是朝鮮王朝中期的一場士禍，發生於1504年（燕山君10年）。因該年是甲子年，故而得名。
1504年，燕山君對文士進行第二次大規模肅清，任士洪向燕山君進讒當年生母廢后尹氏被殺原因，燕山君大怒下整肅當年殺母的所有人士，手刃當時成宗時期，向成宗進讒言的淑儀嚴氏和淑容鄭氏，鄭氏所育的兩子安陽君和鳳安君，以及26位參予其中所謂的“奸臣”也被賜死。
燕山君羞辱躺在病榻上的祖母仁粹大妃，導致仁粹大妃因受驚嚇病情加重而過世。甚至連一手撫養他長大成人的慈順大妃都險遭毒手，就連包括韓明澮（成宗恭惠王后之父）等已故者八人也不得倖免，遭破棺碎骨之罰。他更清除了由史官、諫官及議政大臣行使的制約，史稱甲子士禍。

## 影视剧及相关文化
韓國古裝電視劇《大長今》中，燕山君從老宮人口中得知尹氏被廢的前因後果，於是興起甲子士禍，由於長今的父親參與害死尹氏，故他逃到鄉村，與從宮中死裡逃生的長今母親結婚，但由於年幼的長今不慎說出父親的身份，導致長今父親被捕，母親被殺。在電視劇《王和我》裡面，由於內監金子猿（徐正浩飾）引燕山君至廢妃尹氏私第，並指示尹氏之母申氏拿出吐血的衣服，導致燕山君一怒之下，用流星錘錘死嚴氏、用毒藥賜死鄭氏，大捕群臣、並激暈仁粹大妃。
韩国古装成人电影《姦臣：色誘天下》以此事件为背景。
在電影《王的男人》裡面，由於藝人孔吉（李準基飾）演出諷刺時弊的戲劇被燕山君賞識，孔吉在一次表現中，用演戲的方式暗示尹氏被廢的前因後果，導致燕山君一怒之下，拔刀刺死在場的嚴氏和鄭氏，並氣死前來阻止的仁粹大妃。
另外，朝鮮火鍋名菜神仙爐亦是以該事件而著名。